# Cha Du-ri
Cha Du-ri, född 25 juli 1980 i Frankfurt am Main, Västtyskland, är en sydkoreansk före detta fotbollsspelare som senast spelade för FC Seoul. Han har även representerat Sydkoreas landslag.